# 京都市立北醍醐小学校
京都市立北醍醐小学校（きょうとしりつ きただいごしょうがっこう）は京都府京都市伏見区醍醐片山町にある公立小学校。

## 沿革
- 1976年（昭和51年）4月6日 - 京都市立醍醐西小学校北分校として開設。
- 1976年（昭和52年）4月2日 - 京都市立北醍醐小学校として独立[1]。

## 卒業後の進路
卒業後は基本的に京都市立醍醐中学校に進学する。

## 通学区域が隣接している学校
- 京都市立醍醐小学校
- 京都市立醍醐西小学校
- 京都市立小野小学校
- 京都市立大宅小学校